# Loïs Boissonová
Loïs Boissonová (* 16. května 2003 Dijon) je francouzská profesionální tenistka. V sérii WTA 125 vyhrála jednu singlovou trofej. V rámci okruhu ITF získala šest titulů ve dvouhře.
Na žebříčku WTA byla ve dvouhře nejvýše klasifikována v červenci 2025 na 63. místě a ve čtyřhře v dubnu 2023 na 1044. místě.

## Tenisová kariéra
V hlavní soutěži okruhu WTA Tour debutovala v 17 letech březnovou čtyřhrou Lyon Open 2021, do níž obdržela divokou kartu s krajankou Juline Fayardovou. Na úvod však uhrály jen dva gamy proti Běloruskám Věře Lapkové a Aljaksandře Sasnovičové.
Z antukového L'Open 35 de Saint-Malo si ve 20 letech odvezla první titul v rámci série WTA 125, když během května 2024 nenašla přemožitelku na dvorcích severofrancouzského Saint-Malo. Již v úvodu vyřadila nejvýše postavenou soupeřku, devadesátou první hráčku žebříčku Varvaru Gračovovou. Poté ji nezastavily ani členky druhé světové stovky, Argentinka Solana Sierraová, Američanka Katie Volynetsová a Francouzky Alizé Cornetová s Chloé Paquetovou. Potvrdila tak formu z předcházejících čtyř událostí okruhu ITF, z nichž tři ovládla a vyhrála na nich 18 z 19 zápasů. Na saintmaloském turnaji hrála poprvé jako příslušnice Top 200, když se na 191. příčku posunula 22. dubna 2024. Po skončení pak 6. května vystoupala na nové kariérní maximum, 152. místo.
Do první dvouhry na túře WTA zasáhla na halové antuce Rouen Open 2025 díky divoké kartě. Jen tři gamy ztratila  s Harriet Dartovou. Frustrovaná Britka si vysloužila kritickou mediální odezvu požadavkem k rozhodčí, aby francouzská soupeřka použila deodorant. Boissonová ve druhé fázi podlehla světové šedesátce Mojuce Učidžimové po třísetové bitvě. V zápase s Japonkou přitom prohospodařila vedení 6–1 a 5–1, rovněž tak mečbol při vedení 5–2 ve druhé sadě.
Z kvalifikací French Open nepostoupila v letech 2021, 2022 ani 2023. Divokou kartu měla získat do dvouhry French Open 2024, ale přetržení předního zkříženého vazu v levém koleni ji dva týdny před startem vyřadilo ze hry. V hlavní grandslamové soutěži tak debutovala na divokou kartu během Roland Garros 2025 z pozice 361. ženy žebříčku. Na úvod vyřadila dvacátou druhou hráčku pořadí Elise Mertensovou, čímž poprvé přehrála členku Top 25. V dalších kolech zdolala Ukrajinku Anhelinu Kalininovou, na divokou kartu hrající krajanku Elsu Jacquemotovou a v osmifinále americkou světovou trojku Jessicu Pegulaovou, i přes ztrátu úvodní sady. Na svém teprve druhém turnaji okruhu WTA Tour se stala nejníže postavenou čtvrtfinalistkou grandslamu od 418. tenistky klasifikace Kanepiové na US Open 2017, rovněž tak první grandslamovou čtvrtfinalistkou od Carly Suárezové na French Open 2008, již při debutové účasti v této kategorii. Mezi poslední osmičkou ji nezastavila 18letá světová šestka Mirra Andrejevová. Do semifinále grandslamu prošla jako první Francouzka od Garciaové na US Open 2022, a na French Open jako první od Bartoliové v roce 2011. Ve 22 letech představovala nejmladší francouzskou semifinalistku majoru od ředitelky pařížského turnaje Mauresmové ve Wimbledonu 1999. V open éře se stala třetí grandslamovou semifinalistkou již při svém debutu v této kategorii, a první od Capriatiové na Roland Garros 1990. Jako první hráčka mimo Top 300 od Sereny Williamsové na Chicago Cupu 1997 porazila na jediném turnaji dvě členky z první světové desítky. V semifinále však získala jen tři gamy na světovou dvojku Coco Gauffovou. Po skončení debutovala v první světové stovce žebříčku, když jí 9. června 2025 patřilo 65. místo. Ve 21. století tak učinila ze všech tenistek největší posun do elitní stovky, když vystoupala z 361. pozice o 296 příček.

## Finále série WTA 125

### Dvouhra: 1 (1–0)
| Legenda       |
| ------------- |
| WTA 125 (1–0) |

| Stav    | č. | datum       | turnaj              | povrch | soupeřka ve finále | výsledek         |
| ------- | -- | ----------- | ------------------- | ------ | ------------------ | ---------------- |
| Vítězka | 1. | květen 2024 | Saint-Malo, Francie | antuka | Chloé Paquetová    | 4–6, 7–6(3), 6–3 |

## Tituly na okruhu ITF

### Dvouhra (6 titulů)
| Kategorie okruhu ITF | Kategorie okruhu ITF |
| -------------------- | -------------------- |
| Turnaje W100         | Turnaje W80          |
| Turnaje W75/W60      | Turnaje W50/W40      |
| Turnaje W35/W25      | Turnaje W15/W10      |

| Č. | datum       | turnaj                 | kategorie | povrch     | poražená finalistka    | výsledek      |
| -- | ----------- | ---------------------- | --------- | ---------- | ---------------------- | ------------- |
| 1. | září 2022   | Dijon, Francie         | W15       | antuka     | Vivian Wolffová        | 7–5, 3–6, 7–5 |
| 2. | březen 2023 | Le Havre, Francie      | W15       | antuka (h) | Diana Martynovová      | 6–0, 4–6, 6–2 |
| 3. | březen 2024 | Alaminos, Kypr         | W35       | antuka     | Despina Papamichailová | 6–2, 6–0      |
| 4. | březen 2024 | Tarrasa, Španělsko     | W35       | antuka     | Hanne Vandewinkelová   | 6–0, 7–6(8)   |
| 5. | březen 2024 | Bellinzona, Švýcarsko  | W75       | antuka     | Anna Bondárová         | 6–3, 2–6, 6–4 |
| 6. | květen 2025 | Saint-Gaudens, Francie | W75       | antuka     | Taťjana Prozorovová    | 7–6(4), 6–0   |